# Василь Васильович (князь ярославський)
Василь Васильович (1339? — 1380?) — ярославський можновладний князь.

## Біографія
Старший син Василя Давидовича, зайняв ярославський уділ по смерті батька свого, в 1345. До 1362 року панував спільно зі стрийком Михайлом Давидовичем.
Літописи, говорячи про морову язву 1364 і взяття Ярославля новгородською вольницею 1372, нічого не повідомляють про самого князя ярославського.
У 1375 брав участь у поході великого князя Дмитра Донського на Твер, а за деякими даними — і в знаменитій Куликовській битві 1380, діючи на лівому крилі.
Коли він помер — невідомо.

## Сини
Мав синів: Івана та Федора, князів ярославських, Семена, князя Новленського, Дмитра, князя Заозерського, та Івана-Воїна, який носив родове прізвисько князя ярославського.